# Mathurin Jacques Brisson
Mathurin Jacques Brisson (30. duben 1723 Fontenay-le-Comte – 23. červen 1806 Croissy-sur-Seine) byl francouzský zoolog a fyzik. V oblasti zoologie je nejproslulejší jeho šestidílná práce Ornitologia z let 1860–1863. Systém klasifikace ptáků, který zde vytvořil, byl užíván téměř sto let. Rozlišil 26 řádů a 115 rodů. Když mu bylo znemožněno věnovat se dále zoologii, byl jmenován profesorem fyziky („přírodní filozofie“) na univerzitách v Navarre a v Paříži.